# Armandia nonpapillata
Armandia nonpapillata är en ringmaskart som beskrevs av Jones 1962. Armandia nonpapillata ingår i släktet Armandia och familjen Opheliidae. Inga underarter finns listade i Catalogue of Life.